# Tranvía funerario de Buenos Aires

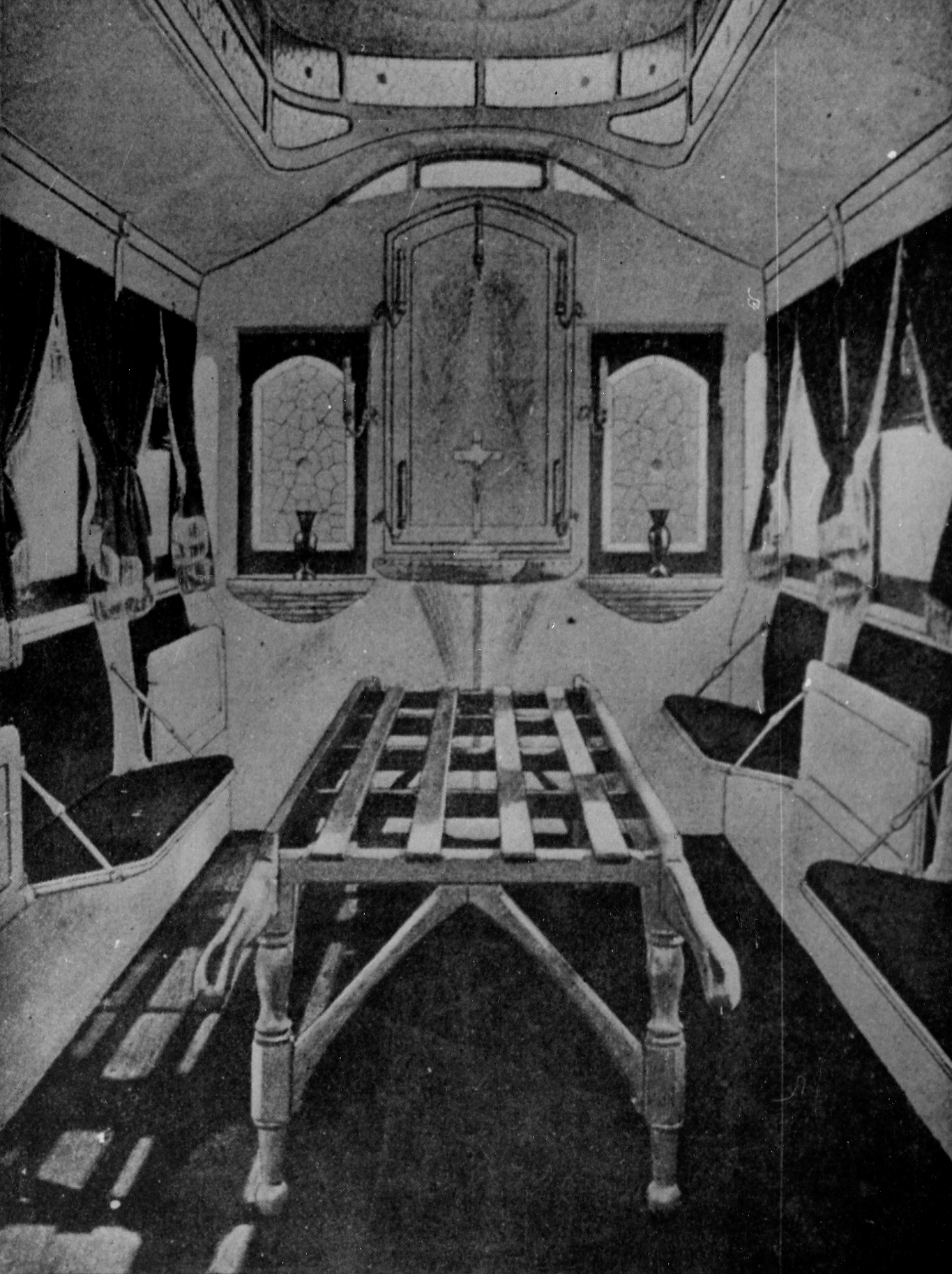
Interior de un tranvía funerario de la Compañía Lacroze.

En el año 1865 la Ciudad de Buenos Aires se ve azotada por una devastadora epidemia de cólera. Debido a la gran cantidad de muertos el gobierno decide habilitar, el 28 de abril de 1867, el "Cementerio del Sur" –hoy Parque Florentino Ameghino– en el barrio porteño de Parque Patricios. Cuatro años después, el 17 de abril de 1871, el cementerio vio colmada su capacidad debido a una nueva epidemia de fiebre amarilla que mató al 8% de la población porteña, por lo que debió cerrar sus puertas. Tres días antes, el 14 de abril de 1871, se habilitó de emergencia el Cementerio de la Chacarita.
El traslado de los muertos al nuevo pero alejado cementerio no resultaba sencillo en razón al pésimo estado de los caminos de tierra de la época. Es así cuando la Provincia de Buenos Aires, por entonces propietaria del Ferrocarril del Oeste decide tender un ramal por Corrientes hasta Chacarita. Dada la urgencia de la situación se utilizaron cuadrillas de entre 600 y 800 hombres, nivelando el terreno para tender durmientes y rieles en tiempo record. La obra de 5,5 km de extensión, estuvo a cargo del ingeniero Augusto Ringuelet quien se comprometió a realizarla en 15 días y lo hizo en 14. Hasta ese momento se consideraba que un ramal de 5 km construido en Alemania en 18 días era la obra ferroviaria más velozmente construida en el mundo. 
Se habilitó también una estación especial en Corrientes y Bermejo (hoy Jean Jaures) a la que se conoció como «La estación de los muertos». El tren realizaba sus viajes con los ataúdes tapados con una lona, además de un coche de pasajeros donde viajaban los deudos para su última despedida. La formación era tirada por La Porteña. Este servicio siguió funcionando hasta el año 1886.

## Tranvía funerario
En 1886 la Municipalidad de Buenos Aires decide renivelar y pavimentar la calle Corrientes, retirándose las vías férreas para reemplazarlas por rieles tranviarios que utilizaría el «Tramway Central» de Federico Lacroze.
A su vez, a partir de 1887 las inhumaciones comenzaron a realizarse en el cementerio Chacarita que hoy conocemos, por lo que los cadáveres fueron exhumados del viejo cementerio y llevados al osario general del nuevo. El 30 de diciembre de 1896 se denomina a este cementerio como Cementerio del Oeste, pero como todavía era conocido como Cementerio de la Chacarita, una ordenanza del 5 de marzo de 1949 lo renombra de esa forma. Desde el 13 de noviembre de 1903 funciona en el cementerio el Crematorio de la Ciudad de Buenos Aires. . Y ya los muertos no fueron más llevados en chatas y cubiertos por una lona, sino que se encargaron a la empresa carrocera norteamericana “John G. Brill & Co.” una flota de coches fúnebres y coches de acompañantes, siendo los de primera clase de un modelo diseñado al efecto, totalmente barnizados en negro y orlado en todo el contorno del techo con los clásicos penachos de luto de crin negra. En su interior venía ubicado el catre para colocar el ataúd y asientos (rebatibles) para los allegados más íntimos. Se fijaron tres categorías, cuyas tarifas eran, -desde la Estación-: Finados, en 1.ª clase $ 20,00; En 2.ª. $ 4,00; y en 3.ª clase $ 2,00. En tanto los deudos, cada uno abonaba en 1.ª 45 centavos; 35 centavos en 2.ª; y 20 centavos en tercera. Paradójicamente, si bien los deudos abonaban la tarifa más baja, el finado resultaba el más beneficiado, cuyo mayor costo él no lo pagaba (ya que era su último viaje, alguna ventaja tenía que tener). . Pero también al servicio se lo podía hacer desde un lugar a convenir, desde la puerta del velatorio, o desde la parada más cercana al sitio donde hubiera sido el mismo, en este caso el servicio sufría un recargo de alrededor del 30%. . En todos los casos los pasajes eran de ida y vuelta, no así el del finado naturalmente, que si por cualquier inconveniente el entierro no se hubiese podido concretar, el cajón quedaba allí en depósito para una mejor oportunidad. . Así como los barrios de Buenos Aires fueron naciendo en la medida que a ellos iba llegando la segura vía de tránsito y comunicación del tranvía, mediante la cual hasta con lluvia y barro se podía igualmente acceder mientras no hubo mejores caminos y pavimentos, el tranvía fúnebre cumplió la triste pero humana función de facilitar el viaje final. . Como puede verse en la fotografía, el interior del tranvía fúnebre estaba decorado como una verdadera capilla ardiente ambulante. Poseía altar, candelabros, catre porta ataúd, transportines (asientos plegables) para los deudos más allegados y cortinados de luto. . Los servicios se iniciaron traccionados a caballo y posteriormente fueron eléctricos. La plataforma delantera la ocupaba el conductor, y por la plataforma de atrás se abría una doble puerta por donde accedían el ataúd y los deudos. El altar estaba ubicado a espaldas del conductor.